# باب البحر (تونس)
باب البحر وحمل اسم باب فرنسا أثناء فترة الحماية الفرنسية، هو أحد أبواب مدينة تونس العتيقة في تونس، تحديدا في ساحة النصر. يفصل باب البحر بين المدينة العتيقة والمدينة الجديدة، وهو متمثل في قوس تعلوه شرفة ذات فتحات.

## التاريخ والوصف
بني في عهد الأغالبة، يقع في السور الشرقي للمدينة العتيقة. تروي بعض المعتقدات بان مياه البحر كانت تصل إليه وهو ما لم يحدث قط. ولكنه اخذت تسميته لانه يفتح في اتجاه البحر. وهو في حقيقة الأمر تقع قبالة بحيرة تونس مما يسهل الحركة بين المدينة والمرفا في البحيرة.
الباب مبني على شكل قوس. في 1860، وبعد تهديم الأسوار التي أصبحت بلا قيمة. فكك الباب وأعيد تركيبه في مدخل شارع البحرية، بطلب من قنصل فرنسا ليون روش، والذي كان قد أخذ من باي تونس في 1857 الاذن ببناء مقر القنصلية خارج الأسوار على شارع البحرية.
أخذ باب بحر اسم باب فرنسا خلال الحماية الفرنسية في تونس، وهو اسم ما زال يستعمل أحيانا اليوم. في 1931، تم تهديم البنيات المحيطة بها.
في 23 نوفمبر 1925، المقيم العام الفرنسي بتونس لوسيان سان اهدى تمثال الكردنال شارل مارسيال لافيجري حاملا الصليب. فقررت بلدية مدينة تونس وضعه في الساحة المطلة على باب بحر. فكك سنة 1962 بقرار من العمدة علي البلهوان. ونقل إلى حديقة متحف قرطاج.

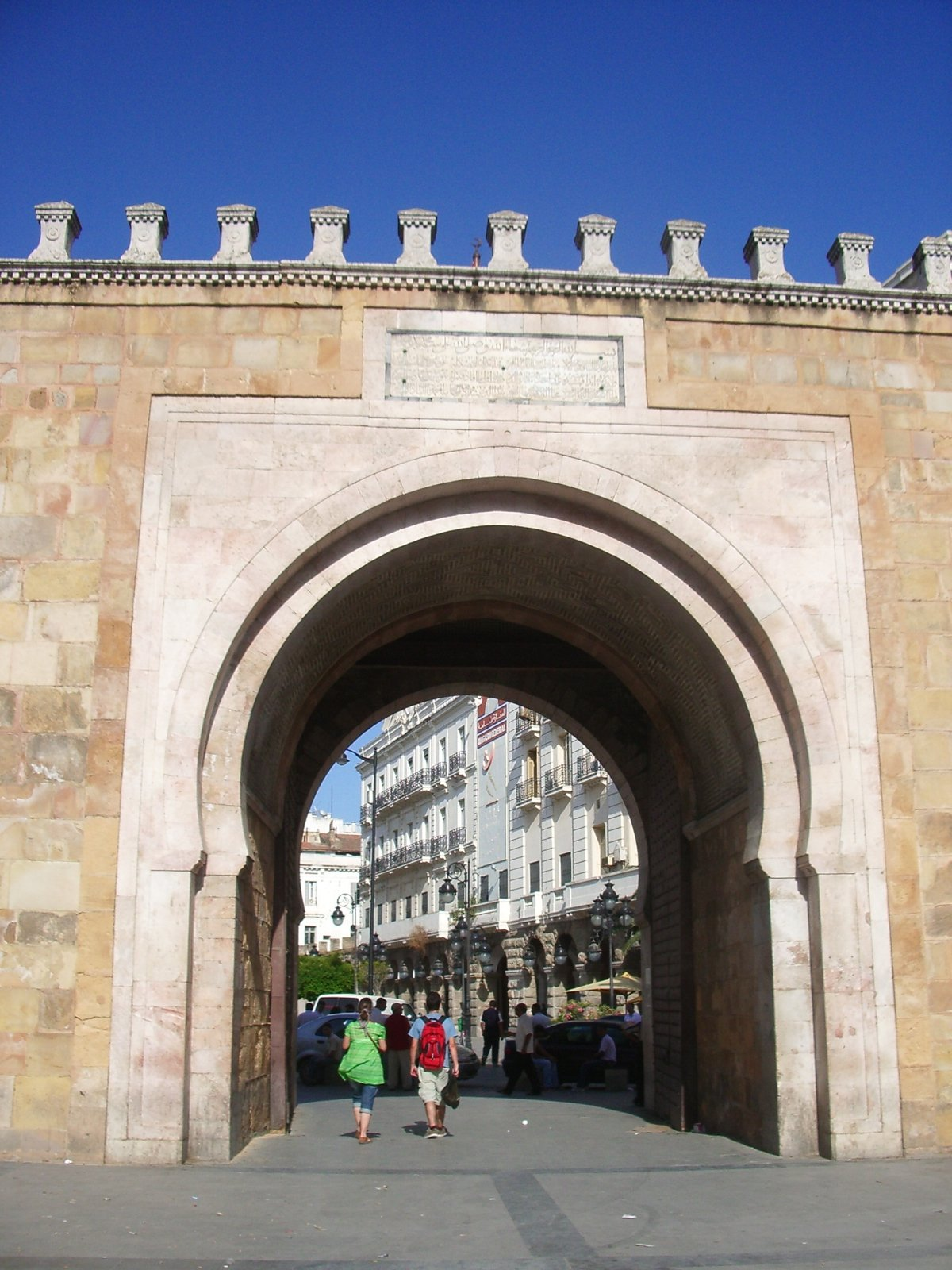
باب البحر
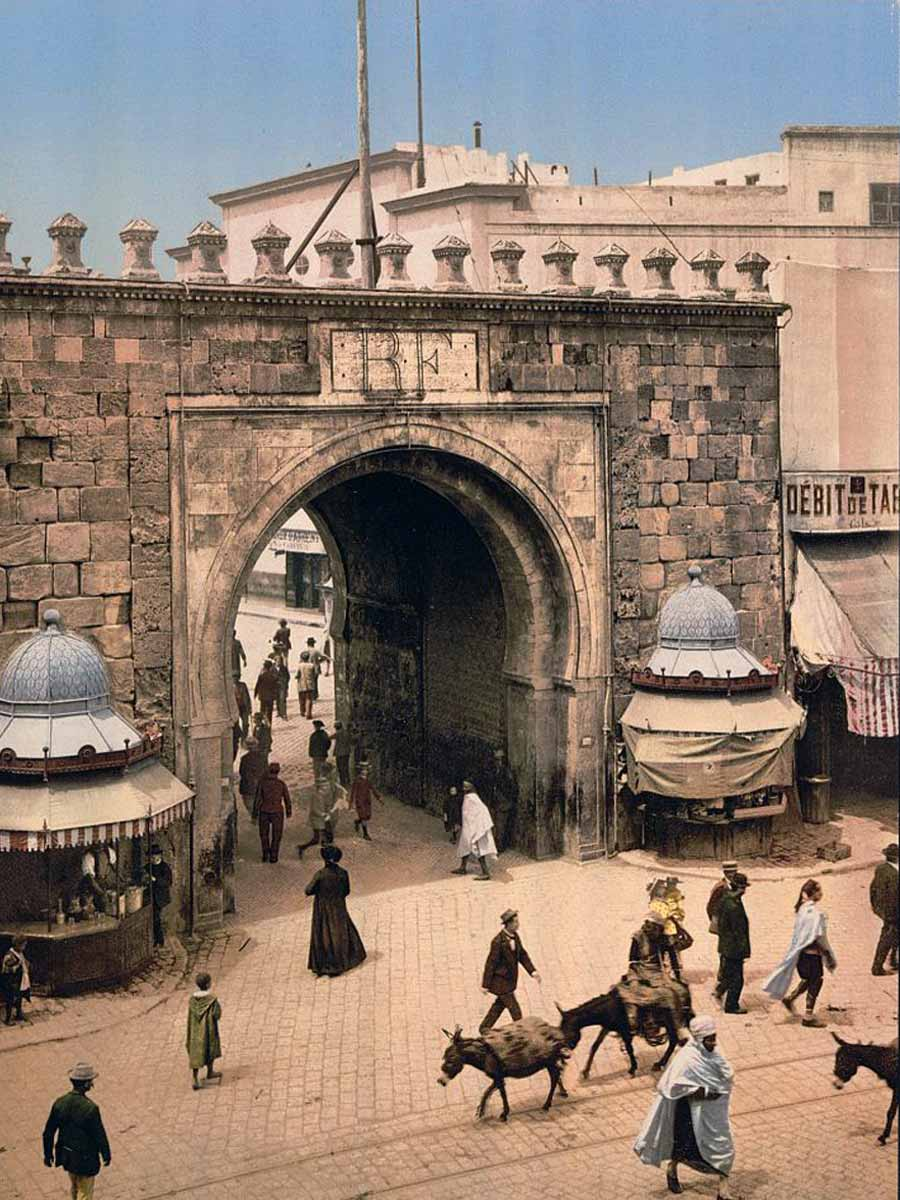
باب البحر عام 1890
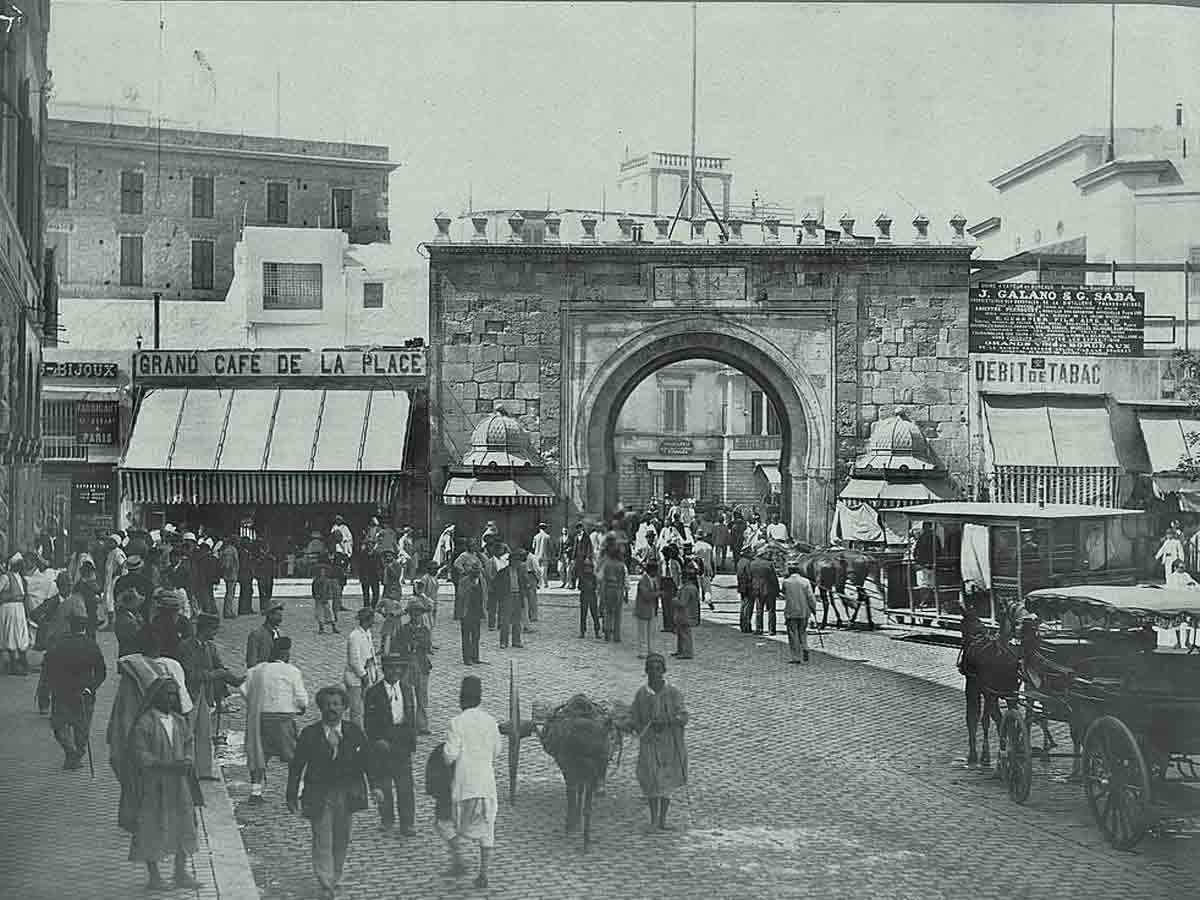
باب البحر عام 1895
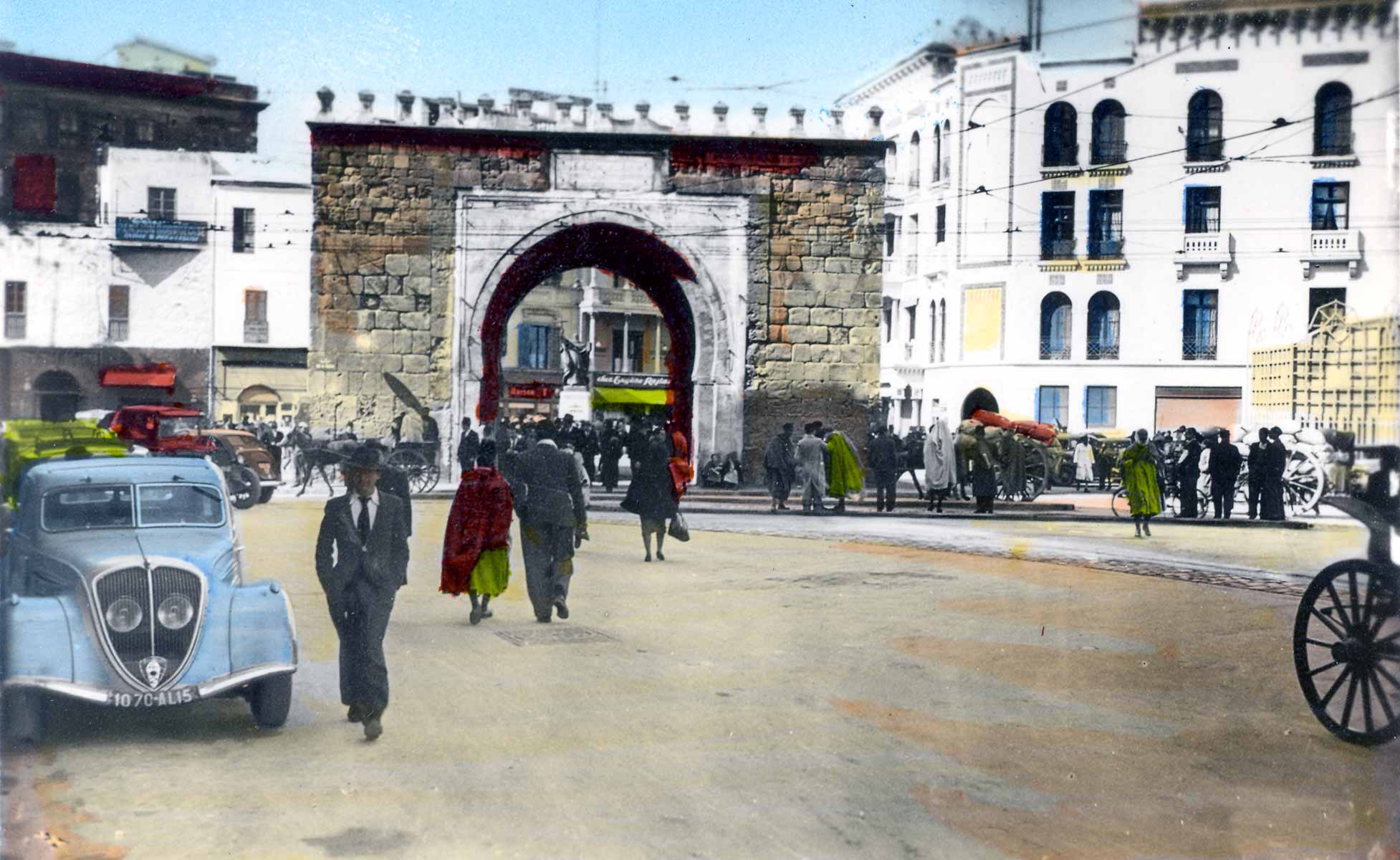
باب البحر عام 1940
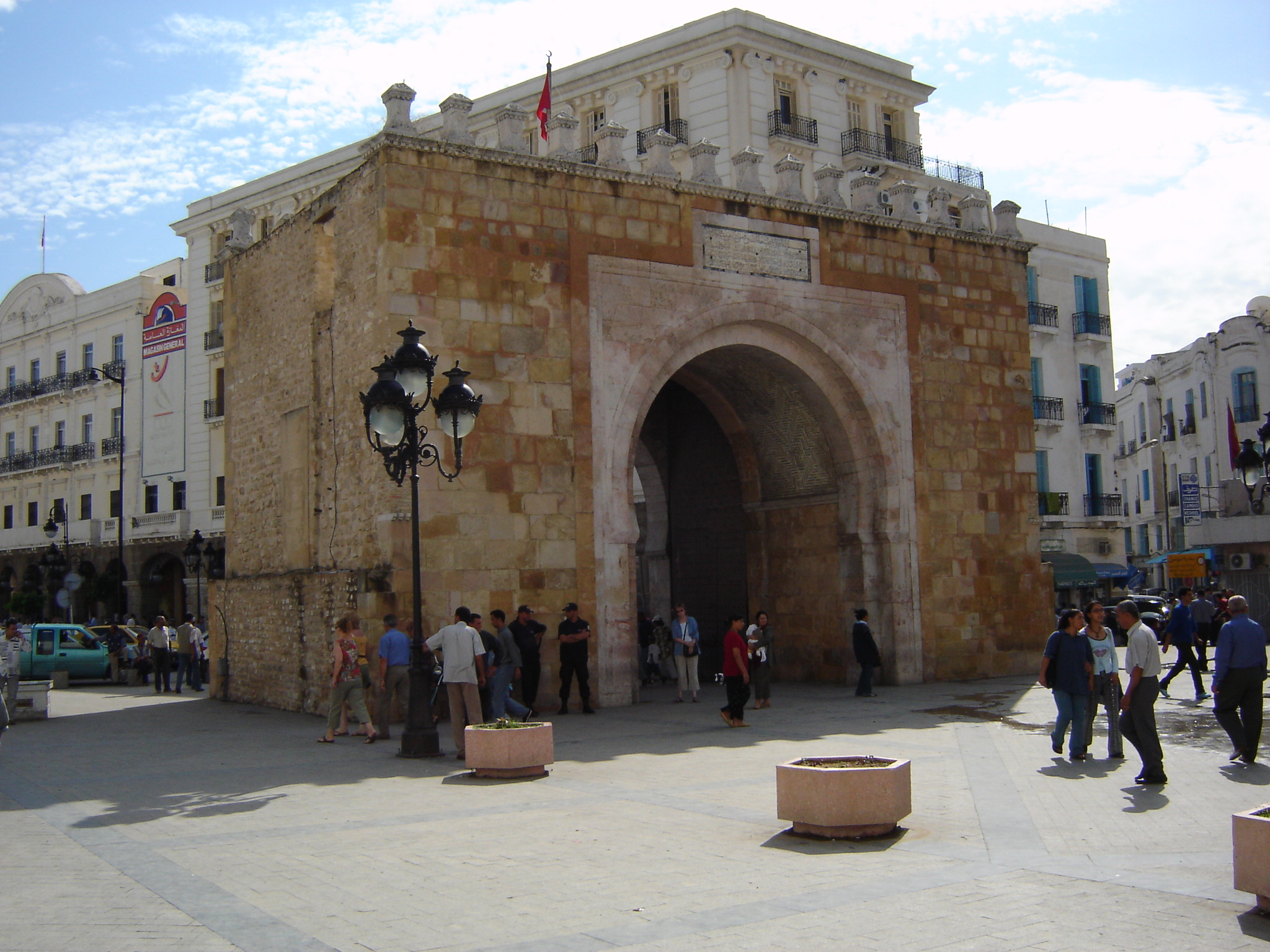
باب البحر حاليا
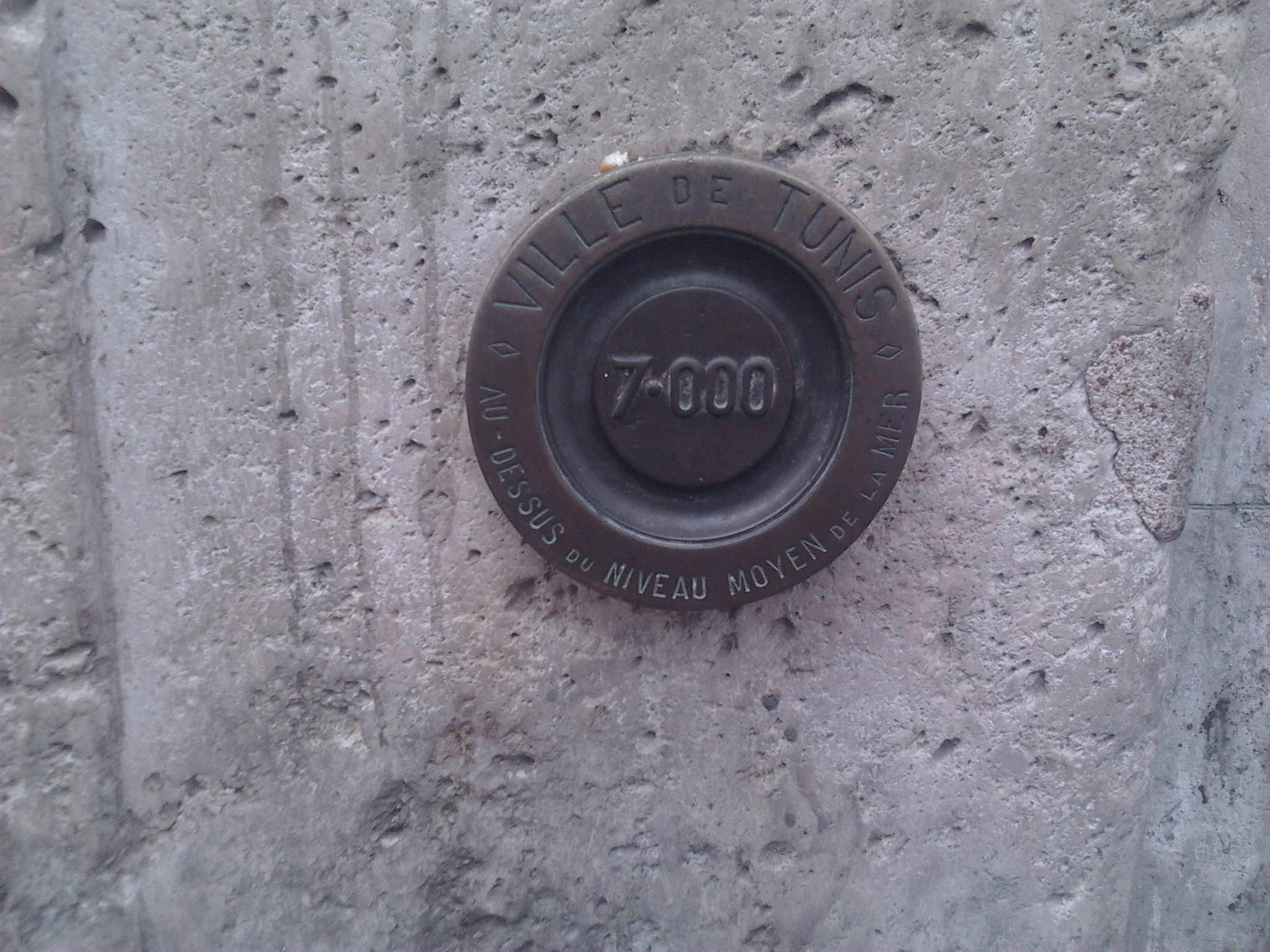
باب البحر مرتفع 7 أمتار عن سطح البحر
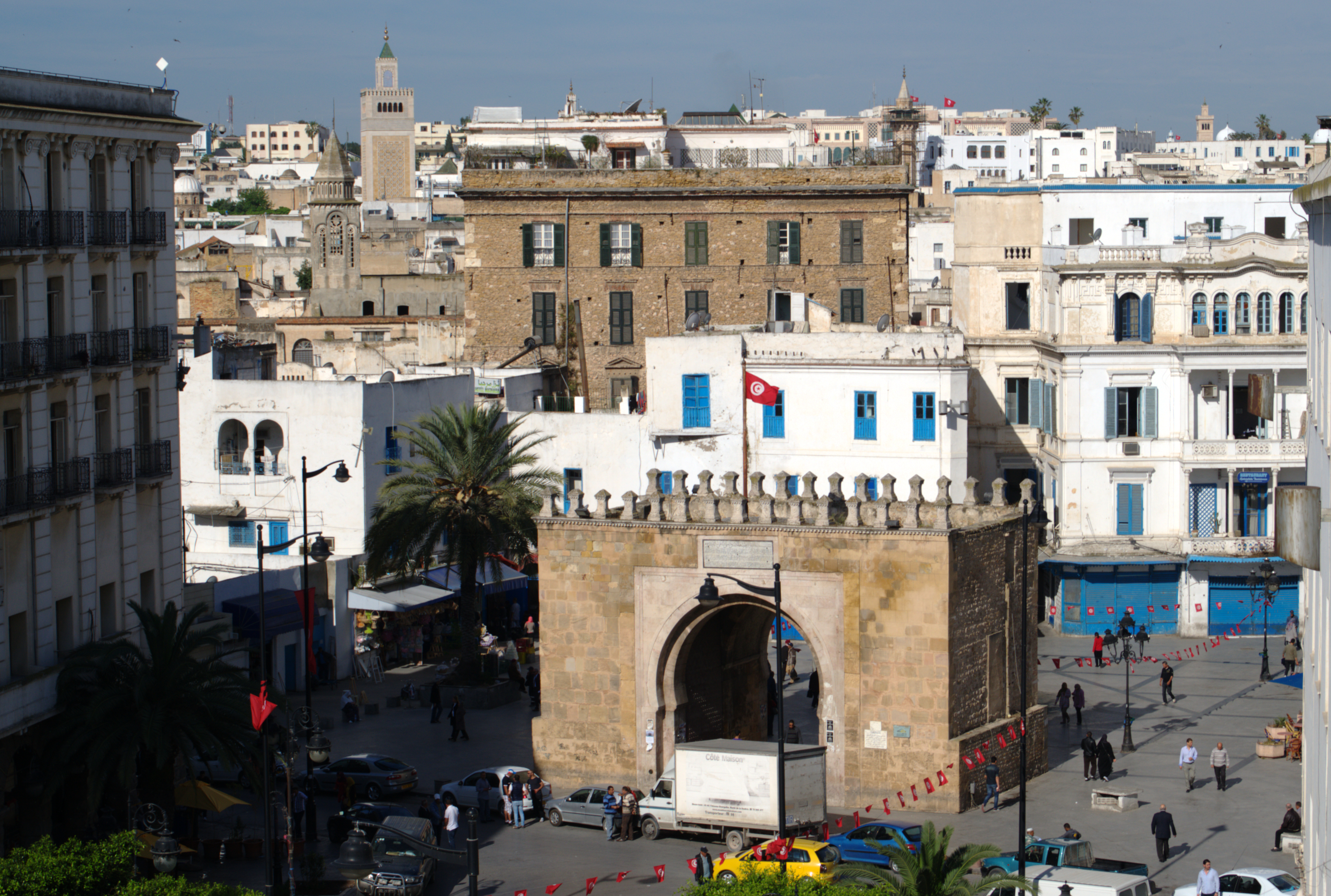
الباب ومحيطه